# Nyctimystes dux
Espèce
Synonymes
- Litoria dux Richards & Oliver, 2006

Statut de conservation UICN

 DD  : Données insuffisantes
Nyctimystes dux est une espèce d'amphibiens de la famille des Pelodryadidae.

## Répartition
Cette espèce est endémique de  la province de Morobe en Papouasie-Nouvelle-Guinée. Elle se rencontre aux environs du village de Yuwong à environ 400 m d'altitude dans la péninsule de Huon.

## Publication originale
- Richards & Oliver, 2006 : Two new species of large green canopy-dwelling frogs (Anura: Hylidae: Litoria) from Papua New Guinea. Zootaxa, no 1295, p. 41–60.